# レオン・メビアメ
レオン・メビアメ（Léon Mébiame、1934年9月1日 - 2015年12月18日）は、ガボンの政治家。1968年から1975年までガボン共和国副大統領、1975年から1990年までガボン共和国首相を務めた。

## 経歴・人物
1934年9月1日、フランス領赤道アフリカ（現在のガボン）、リーブルヴィルに生まれる。民族はファン人。1956年仏領赤道アフリカの連邦警察捜査官となる。1957年1月6日から1959年3月まで同じ仏領赤道アフリカを構成していたチャド植民地に赴任した。1967年11月28日、病気療養中であったレオン・ムバ大統領が死去し、副大統領だったアルベール＝ベルナール・ボンゴが大統領に昇格すると、1968年メビアメはボンゴの後任として副大統領に就任した。副大統領職が廃止されると、1975年4月16日、首相に任命され、1990年まで15年の長きにわたり務めた。1990年代初頭には野党陣営に参加した。
2008年11月6日から12月4日まで、短期間リーブルヴィル商工会議所（商業・工業・鉱業会議所）会頭を務めた。
2015年、リーブルヴィルの病院にて81歳で死去。